# Ponedera
Ponedera ist eine Gemeinde (municipio) im Departamento Atlántico in Kolumbien.

## Geographie
Ponedera liegt in der Subregion Centro-Oriente in Atlántico auf einer Höhe von 10 m ü. NN, 40 km von Barranquilla entfernt und hat eine Jahresdurchschnittstemperatur von 28 °C. Die Ostgrenze der Gemeinde bildet der Río Magdalena. Die Gemeinde grenzt im Norden an Palmar de Varela, im Süden an Campo de la Cruz und Candelaria, im Westen an Sabanalarga und im Osten an Remolino und Salamina im Departamento del Magdalena.

## Bevölkerung
Die Gemeinde Ponedera hat 26.505 Einwohner, von denen 15.241 im städtischen Teil (cabecera municipal) der Gemeinde leben (Stand: 2022).

## Geschichte
Ponedera wurde 1743 von Francisco Pérez de Vargas gegründet. Seit 1965 hat Ponedera den Status einer Gemeinde.

## Wirtschaft
Die wichtigsten Wirtschaftszweige von Repelón sind Landwirtschaft, Tierhaltung und Fischerei. Insbesondere werden Tomaten, Mais und Maniok angebaut.